# Allen Hobbs
Allen Hobbs, né le 30 juillet 1899 à Lowell au Massachusetts et mort le 23 novembre 1960 à Bethesda au Maryland, est un homme politique américain. Il est gouverneur des Samoa américaines de 1944 à 1945.